# Martin Grant
Ne pas confondre avec Martin Grant, Canadien, spécialiste de physique
Pour les articles homonymes, voir Grant.
Martin Grant est un créateur australien.

## Biographie
Né à Melbourne en Australie, Martin Grant lance sa première ligne de prêt-à-porter à l’âge de seize ans. En 1988, il reçoit le Cointreau Young Designer Award.
Après une parenthèse au Victorian College of Arts où il étudie la sculpture, il installe son atelier-showroom à Paris et réalise son premier défilé dans le quartier du Marais, durant lequel la top model Naomi Campbell fait une apparition en portant ses créations.
Martin Grant fonde sa propre maison et développe une clientèle privée et un réseau d’acheteurs à travers le monde.
Martin Grant collabore également avec des acteurs du luxe. Il est directeur artistique du Barney Private Label pour Barneys New York pendant dix ans, d’Agnona (Groupe Zegna) pendant quatre ans et crée des collections pour Moncler. 
En 2004, la Fédération française de la couture, du prêt-à-porter, des couturiers et des créateurs de mode intègre la maison Martin Grant à son calendrier officiel[réf. nécessaire].
En 2005, une exposition lui est consacrée à la National Gallery of Victoria, à Melbourne.
La compagnie aérienne australienne Qantas fait appel à lui pour dessiner l’ensemble des uniformes de son personnel,, portés fin 2013. C’est Miranda Kerr qui dévoile les tenues lors d’un défilé à Sydney en avril 2013.
Martin Grant se concentre désormais sur sa propre entreprise. Sa collection de prêt-à-porter printemps-été 2014 a été présentée à la Maison de l’Amérique Latine à Paris. Il s’inspire d’une rencontre entre des baigneuses tout droit venues des années 1930 et des danseuses de ballets russes. Cette collection a été qualifiée par André Leon Talley qui le suit depuis ses débuts, de « plus belle de ses collections »[réf. souhaitée].
Martin Grant compte parmi ses clientes fidèles Cate Blanchett et Lee Radziwill, et des personnalités telles que Juliette Binoche, Emmanuelle Devos, Tilda Swinton, Blake Lively, Cameron Diaz, Kate Hudson, Meta Golding, Eva Longoria, Lady Gaga, Moza bint Nasser al-Missned et Rania de Jordanie.